# Ahmad Mahdavi Damghani

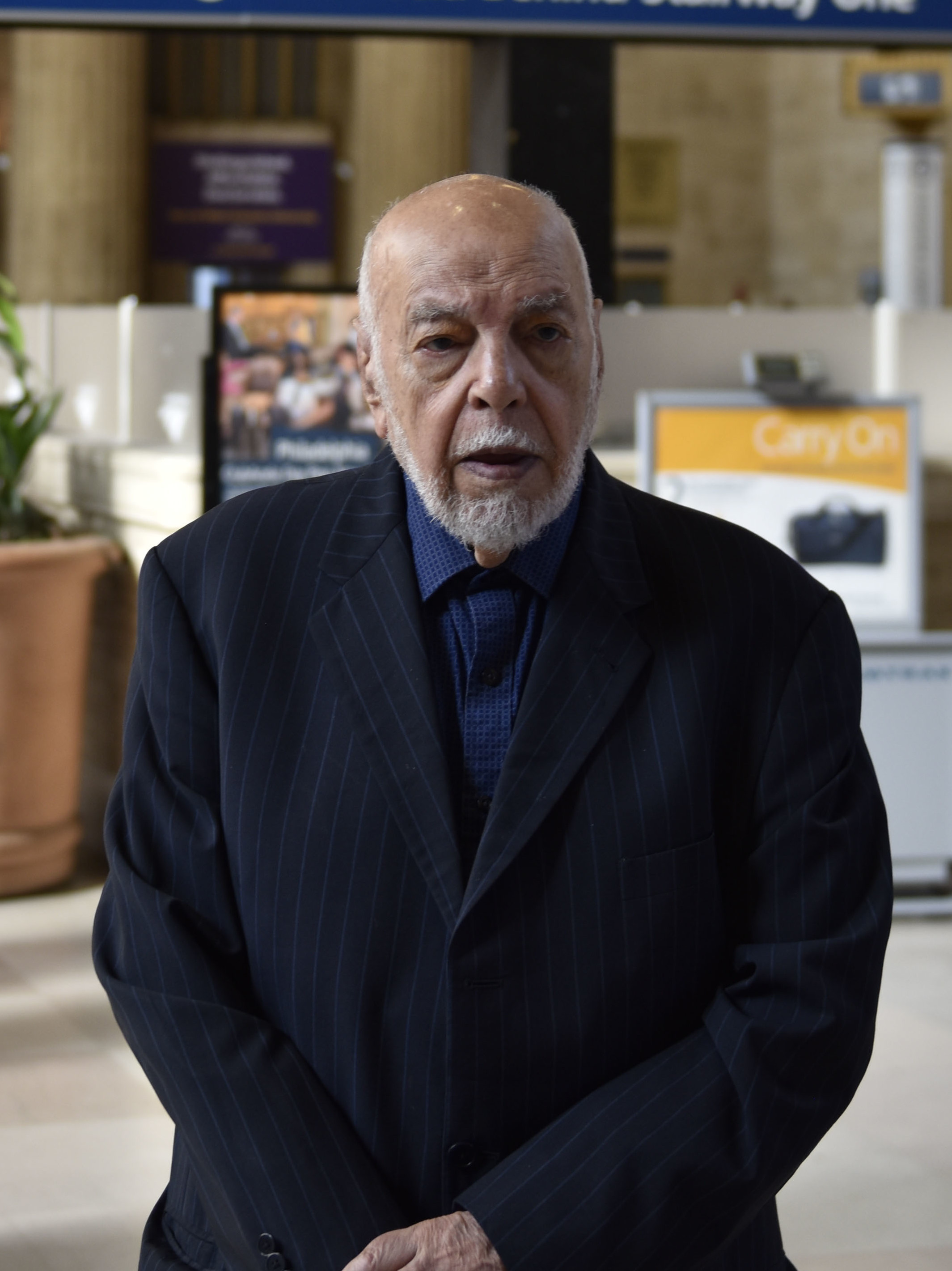
Mahdavi Damghani en 2017

Ahmad Mahdavi Damghani (en persa: احمد مهدوی دامغانی‎‎; 5 de septiembre de 1926 – 17 de junio de 2022) fue un erudito y profesor universitario iraní.

## Biografía
Nacido en Mashhad, Irán, el 5 de septiembre de 1926 obtuvo un Ph.D. en Literatura persa y un Ph.D. en Teología Islámica de la Universidad de Teherán, donde fue profesor en la Escuela de Literatura y en la Escuela de Teología entre 1962 y 1985. Estuvo enseñando en la Universidad de Harvard y en la Universidad de Pensilvania desde 1987. Enseñó Ciencias Islámicas, Literatura Islámica, Textos Sufíes Persas y Árabes Avanzados, y Filosofía Islámica. Enseñó en España en la Universidad Autónoma de Madrid durante tres años.

## Obras seleccionadas
Fue autor de más de 300 artículos en revistas académicas y de varios libros, entre ellos:
- Kashf al-Haqa'iq (Revelando las verdades)
- Al-Majdi (Sobre la genealogía de la familia del profeta Mahoma)
- Nasmat al Sahar - A History of Arab Shi`a Poets, Tres volúmenes
- The Sources of Arabic Poems in the Kalilah wa Dimna
- The Garden of Light: An Anthology of Sana`i's Hadiqah
- Kashf al-Haqa'iq 2 (Retorno del Kashf)
- Las fuentes de los poemas árabes en “Marzban-Nameh”, 1970
- “Haasele Owqat” (Una colección de ensayos y artículos -1007 páginas), 2002–2003
- Tarjumaye Ashaar Arabiye “Saadi” beh Farsi (Traducción de los poemas árabes de “Saadi” al persa), 2004
- Tchahr Maqaleh dar bareh “Amir-al-mumenin Ali Aleyh-al-salam” (Cuatro artículos sobre “Amir-al-mumenin Ali Aleyh-al-salam”), 2004–2005
- Maqalati “Dar Hadithe Digaran” (Artículos en memoria de sus profesores, amigos y otros), 2005
- Taswib Aghlate Tchapi Tafsir, “Kashf-al-asrar” (Corrección de errata en el libro impreso de “Tafsir Kashf-al-asrar”), 2007
- Dar babe “Khizr” (Regarding “Khizr“), 2007
- “The Noble Princess Shahrbanu” La madre del Imam Ali b. al-Husain al-Sajjad” Espejo del patrimonio (Ayene-ye Miras), 2009
- “In the Memory of Companions and Rain Drops“, (Yadeh Yaran va Qatreh hayeh Baran) Una colección de sus diversos artículos, 2011
- Yad-E-Azizan Dar Bargri-Zan (21 artículos Ettelaat Presse), 2015
- Divan Khazen (Distinguido poeta del siglo IV Hegir Miras-E-Maktoub), 2015
- Ensayos de filología, historia y filosofía islámicas, 2016